# Bolsa bicipitorradial
La bolsa bicipitorradial es una bolsa sinovial situada entre el tendón distal del músculo bíceps braquial y la parte anterior de la tuberosidad del radio. Se envuelve parcialmente o completamente alrededor del tendón del bíceps. 

Asegura el movimiento sin fricción entre el tendón del bíceps y el radio proximal durante la pronación y supinación del antebrazo. Con la pronación, la tuberosidad del radio gira posterior, causando la compresión de la bolsa entre el tendón del bíceps y la tuberosidad radial. 

La bolsa bicipitorradial es uno de los dos bolsas en la fosa cubital, el otro es la bolsa interósea.
 
La inflamación de la bolsa bicipitorradial o bursitis bicipitorradial es una enfermedad poco frecuente y sólo unos pocos informes se puede encontrar en la literatura.  En los casos graves, la bolsa se distiende por escombros sinovial y puede causar la compresión del nervio interóseo posterior.